# Pamphagus marmoratus
Pamphagus marmoratus är en insektsart som beskrevs av Hermann Burmeister 1838. Pamphagus marmoratus ingår i släktet Pamphagus och familjen Pamphagidae. Inga underarter finns listade i Catalogue of Life.

## Bildgalleri

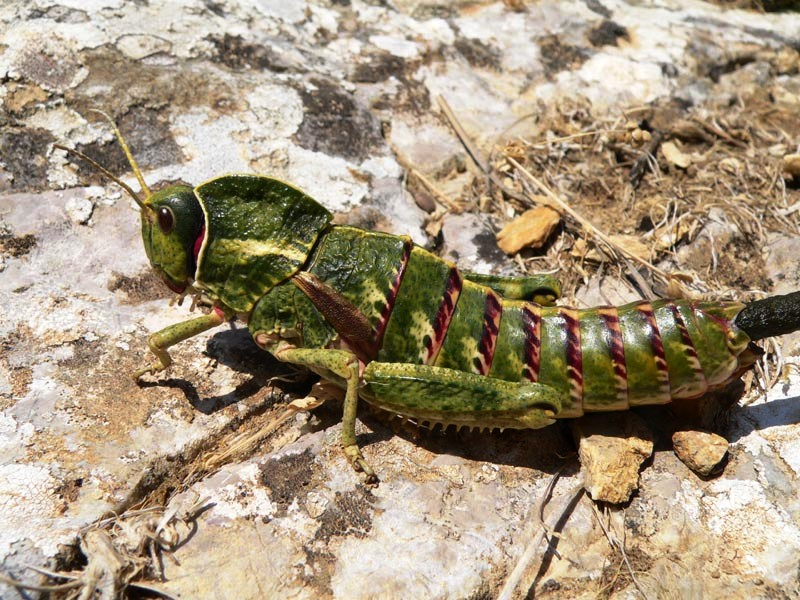
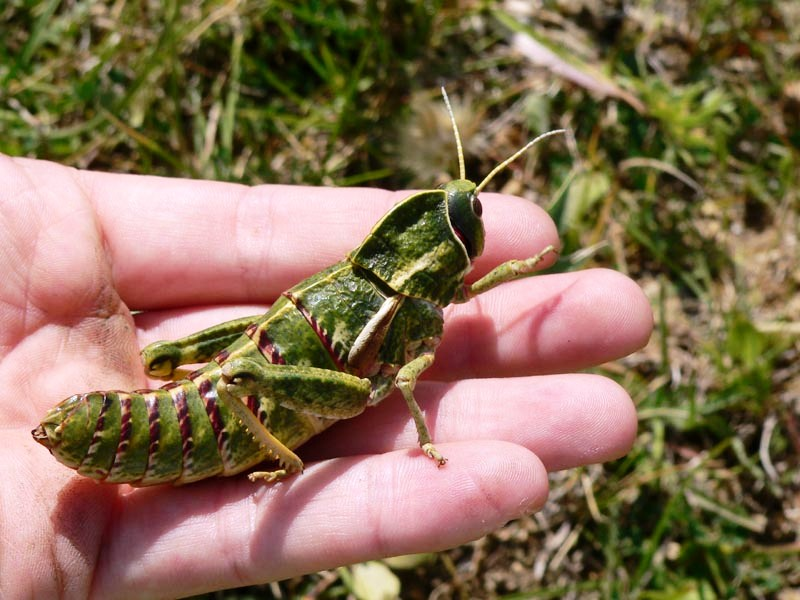